# Abercornia
Abercornia (łac. Dioecesis Abercorniensis) – stolica historycznej diecezji w Szkocji, erygowanej w VII wieku. Współcześnie miejscowość Abercorn w hrabstwie West Lothian. Obecnie katolickie biskupstwo tytularne.

## Biskupi tytularni
| Lp. | Biskup          | Funkcja                                     | Od                   | Do                |
| --- | --------------- | ------------------------------------------- | -------------------- | ----------------- |
| 1   | Richard Hanifen | biskup pomocniczy Denver (USA)              | 12 grudnia 1974      | 21 listopada 1977 |
| 2   | John Mone       | biskup pomocniczy Glasgow (Wielka Brytania) | 24 kwietnia 1984     | 8 marca 1988      |
| 3   | John Dunne      | biskup pomocniczy Rockville Centre (USA)    | 21 października 1988 |                   |